# Grzegorz (Boriszkiewicz)
Grzegorz, imię świeckie Gieorgij Iwanowicz Boriszkiewicz (ur. 6 kwietnia?/18 kwietnia 1889 w Międzyrzeczu na Wołyniu, zm. 13 października 1957) – biskup Rosyjskiego Kościoła Prawosławnego poza granicami Rosji.

## Życiorys

### Wczesna działalność
Był synem kapłana prawosławnego. W 1910 ukończył seminarium duchowne w Żytomierzu, zaś cztery lata później – Kazańską Akademię Duchowną. Po studiach podjął pracę psalmisty w cerkwi św. Pawła w Żytomierzu. Następnie ożenił się z Angieliną Zahorowską i 30 stycznia 1916 przyjął święcenia diakońskie z rąk biskupa włodzimiersko-wołyńskiego Tadeusza. Na kapłana wyświęcił go 2 lutego tego samego roku biskup wołyński i żytomierski Eulogiusz. W eparchii wołyńskiej kierował szkołą żeńską oraz szkołą duchowną w Krzemieńcu, gdzie wykładał liturgikę, język rosyjski oraz historię Rosji. Według niektórych źródeł podczas wojny polsko-bolszewickiej został aresztowany przez bolszewików, jednak brakuje na ten temat dalszych szczegółów.

### W II Rzeczypospolitej
Po zakończeniu działań wojennych, gdy Wołyń znalazł się w granicach II Rzeczypospolitej, ks. Boriszkiewicz zaczął służyć w jurysdykcji Polskiego Autokefalicznego Kościoła Prawosławnego. W 1922 w randze protoprezbitera służył w Borysowie, zaś od 1922 do 1924 – w Ternowce na Wołyniu. W 1920 zmarła jego małżonka. Od 1924 był dziekanem jednego z dekanatów diecezji wołyńskiej, od 1927 do 1930 służył w soborze Zaśnięcia Matki Bożej we Włodzimierzu Wołyńskim. Następnie w latach 1930–1932 służył w cerkwi Narodzenia Matki Bożej w Krzemieńcu, a przez kolejne sześć lat w miejscowym soborze. W diecezji wołyńskiej należał do komitetu misyjnego i pracował w szkołach cerkiewnych. W 1939 skierowano go do pracy duszpasterskiej w soborze Opieki Matki Bożej w Grodnie.

### Biskup
Po utworzeniu Białoruskiego Autonomicznego Kościoła Prawosławnego przyjął jego jurysdykcję. W 1942 arcybiskup grodzieński Benedykt zasugerował jego kandydaturę do złożenia wieczystych ślubów mniszych, a następnie przyjęcia chirotonii biskupiej. Ks. Boriszkiewicz został mnichem 18 września roku następnego, przyjmując imię zakonne Grzegorz. Następnego dnia otrzymał godność archimandryty. W październiku tego samego roku wyjechał do Wiednia, by wziąć udział w soborze biskupów Rosyjskiego Kościoła Prawosławnego poza granicami Rosji, na którym dyskutowano o niedawnym soborze biskupów Rosyjskiego Kościoła Prawosławnego i wyborze metropolity Sergiusza na patriarchę moskiewskiego i całej Rusi. Sobór uznał wybór Sergiusza za przeprowadzony w sposób niekanoniczny, a w konsekwencji nieważny. W trakcie obrad soboru, 24 października 1943, w soborze św. Mikołaja w Wiedniu, Pierwszy Hierarcha Rosyjskiego Kościoła Prawosławnego poza granicami Rosji Anastazy w asyście metropolity zachodnioeuropejskiego Serafina, metropolity berlińskiego i środkowoeuropejskiego Serafina, biskupa praskiego Sergiusza, biskupa grodzieńskiego Benedykta, biskupa wiedeńskiego Bazylego oraz biskupa poczdamskiego Filipa wyświęcił go na biskupa homelskiego i żłobińskiego. Biskup Grzegorz działał na ziemiach białoruskich do czerwca 1944, gdy wobec ofensywy Armii Czerwonej razem z pozostałymi hierarchami Białoruskiego Autonomicznego Kościoła Prawosławnego opuścił Białoruś razem z wycofującymi się Niemcami. W 1946 białoruscy hierarchowie, służący dotąd w parafiach zrzeszających białoruskich uchodźców, podjęli decyzję o przyłączeniu się do Rosyjskiego Kościoła Prawosławnego poza granicami Rosji i w tym samym roku zostali do niego przyjęci. Biskup Grzegorz jeszcze w tym samym roku wystąpił z koncepcją organizacji w jednym z krajów zachodnioeuropejskich seminarium duchownego Cerkwi Zagranicznej. Plan ten nigdy nie został jednak zrealizowany. Wbrew obietnicy Synodu Biskupów tejże Cerkwi, biskupów dawnego Kościoła Białoruskiego nie skierowano do pracy duszpasterskiej wśród Białorusinów na emigracji, lecz mianowano ich wikariuszami różnych eparchii Cerkwi Zagranicznej. Grzegorz (Boriszkiewicz) był przez rok biskupem pomocniczym eparchii berlińskiej i niemieckiej z tytułem biskupa Bambergu. Służył w cerkwi przy obozie dla uchodźców w Oberfrangen i odpowiadał za funkcjonowanie parafii prawosławnych w regionie. Następnie objął katedrę Montrealu i wschodniej Kanady. W 1952 otrzymał godność arcybiskupią.
W 1954 został pierwszym ordynariuszem nowo utworzonej eparchii Chicago i Cleveland. Utworzył w niej trzy nowe parafie i konsekrował kilka nowych cerkwi. Od 1957 posługiwał się tytułem biskupa Chicago i Detroit, w związku z przyłączeniem do eparchii Chicago niewielkiej administratury ze stolicą w Detroit. W tym samym roku zdiagnozowano u niego raka, który w październiku 1957 stał się przyczyną śmierci biskupa. Został pochowany na cmentarzu monasteru Trójcy Świętej w Jordanville.